# Ács Pál
Ács Pál (Budapest, 1954. december 4. –) magyar irodalomtörténész, újságíró, egyetemi oktató. Az irodalomtudomány doktora (2007), az MTA BTK Irodalomtudományi Intézetének kutatója (1985-2019), az ELKH BTK Történettudományi Intézetének nyugdíjas munkatársa (2019-), a HUN-REN BTK Történettudományi Intézet intézeti szeniora (2024), az ELTE címzetes egyetemi tanára (2015).

## Életpályája
Az (akkori nevén) I. István Gimnáziumban érettségizett 1973-ban, majd sikeresen felvételizett a Budapesti ELTE Bölcsészettudományi Kar magyar–orosz szakára, ahová 1974 és 1979 között járt. 1978–79-ben elvégezte az Újságíró iskolát, majd művelődéspolitikai szakon újságíró diplomát is szerzett. 1980–84 között a Kortárs folyóirat olvasószerkesztője és kritikusa volt, 1985-ben a Pesti Turf lóversenyújság munkatársa. Ugyanebben az évben Klaniczay Tibor hívására csatlakozott az MTA Irodalomtudományi Intézetének Reneszánsz Osztályához, ahol nyugdíjazásáig dolgozott, ezután a Történettudományi Intézetben kezdett dolgozni egy ott működő tudományos program keretében. 1990-ben kandidátusi fokozatot szerzett Rimay János költészetéről szóló disszertációjával, majd 1992-től kezdve fokozatosan bekapcsolódott a nemzetközi tudományos életbe. 
Német, olasz, brit, francia, szlovák, horvát és holland kutatókkal és intézményekkel dolgozott együtt, A firenzei Villa I Tatti, a wassenaari székhelyű NIAS, a wolfenbütteli reneszánsz munkaközösség, valamint a heidelbergi Germanisztikai Intézet külföldi munkatársaként ösztöndíjas idején túl is részt vett ezeknek az intézményeknek a munkájában. 1990-től kezdve több helyen egyetemi oktatói feladatokat is vállalt.
Tanított a Szegedi JATE, a Pázmány Péter Katolikus Egyetem, a Pécsi Tudományegyetem bölcsészkarán, az ELTE bölcsészkarán és a veszprémi Pannon Egyetemen is. 2002-ben habilitált az ELTE-n, 2015-től az ELTE címzetese egyetemi tanára, a Középkori és Kora Újkori Magyar Történeti Tanszéken tanít. 2008-tól kezdve a Magyar Könyvszemle társszerkesztője.

## Munkássága
16–17. századra vonatkozó irodalomtörténeti, poétikai, kritikatörténeti, valamint vallás- és művelődéstörténeti kutatásokat folytat. Munkáinak nemzetközi vonatkozásait kül- és belföldi konferenciákon tartott előadásaiban rendszeresen bemutatja és idegen nyelven, külföldön is publikálja. Textológusként 16. századi szövegek kiadásával is foglalkozik. A főbb kiadványok ezek közül Rimay János írásainak gondozása, a Régi Magyar Költők Tára 16. századi sorozatának szerkesztése (munkatársakkal), a Rimay-féle Balassi-epicédium és Újfalvi Imre: Keresztyéni énekek című könyvének fakszimile kiadása. 
Bibliográfiai és dokumentációs munkát is végez: több, mint húsz évig szerkesztette a Genfben megjelenő nemzetközi reneszánsz bibliográfia, a Bibliographie Internationale de l’Humanisme et de la Renaissance (BIHR) magyar fejezeteit. Szaktanulmányai az Irodalomtörténeti Közleményekben, a Hadtörténelmi Közleményekben, a Századokban jelentek meg. Rendszeresen publikál közéleti és irodalmi folyóiratokban is, többek között a Magyar Narancsban, a Beszélőben, a Kétezerben és a Kalligramban. 
A reneszánsz irodalom mellett a modern magyar irodalommal is kiemelten foglalkozik, ezek közül jelentősebbek a Weöres Sándorról, Vas Istvánról és Tandori Dezsőről szóló munkái. E két terület összefoglalásaként jelent meg 2014-ben Az átszitált idő − Tinóditól Tandoriig című tanulmánykötete. Részt vesz a tudományos közéletben: Kétezer folyóirat kuratóriuma (1989–), MTA BTK Közalkalmazotti Tanács (2014–2017), MTA Irodalomtudományi Bizottság (2014–), ELTE BTK Habilitációs Bizottság (2014–), IAS CEU Academic Advisory Board (2017–2021), MTA Művelődéstörténeti Osztályközi Bizottság (2018–), MTA Könyvtörténeti Munkabizottság (2018–), MTA nem akadémikus közgyűlési képviselő (2019–), MTA Tudományetikai Bizottság (2020–). Megalakulásától fogva a Stádium 28 Kör egyik ügyvivője.

## Díjai
- Amicus Facultatis-díj, Eötvös Loránd Tudományegyetem Bölcsészettudományi Kar (2022)[1]
- Artisjus-díj (2025)[2]

## Magánélete
1978-ban kötött házasságot Székely Júliával. Három gyermekük született: Miklós (1979) Dániel (1980) és Borbála (1985).

## Művei
- Pesti Gábor Ezópusi fabulái, szöveggondozás, jegyzetek, kísérő tanulmány, Budapest, Magvető, 1980
- Rimay János írásai, szöveggondozás, jegyzetek, kísérő tanulmány, Budapest, Balassi, 1992
- Rimay János Balassi-epicédiuma, a fakszimile kiadás gondozása, jegyzetek, utószó, Budapest, Balassi, 1994
- Régi Magyar Költők Tára. XVI. századbeli magyar költők művei. Tizenegyedik kötet. Az 1580-as évek költészete (1579–1588). Kozárvári Mátyás, Decsi Gáspár, Decsi Mihály, Tolnai Fabricius Bálint, Pécsi János, Murád Dragomán (Somlyai Balázs), Szepesi György, Vajdakamarási Lőrinc, Skaricza Máté, Zombori Antal, Tardi György, Tasnádi Péter, Hegedűs Márton, Moldovai Mihály és ismeretlen szerzők énekei, szöveggondozás, jegyzetek, Budapest, Akadémiai – Orex, 1999
- „Az idő ósága” – Történetiség és történetszemlélet a régi magyar irodalomban, Budapest, Osiris, 2002
- Újfalvi Imre, Keresztyéni énekek, Debrecen, 1602. – Fakszimile kiadás, kísérő tanulmány, Budapest, Balassi, 2004 (Bibliotheca Hungarica Antiqua, 38); ua.:https://web.archive.org/web/20100428075533/http://www.bkiado.hu/doku/html/ujf.htm
- „Elváltozott idők" – Irányváltások a régi magyar irodalomban, Bp., Balassi, 2006 (Régi magyar könyvtár. Tanulmányok, 6)
- Átszitált idő: Tinóditól Tandoriig Budapest, Kalligram, 2014
- Esterházy Pál, a műkedvelő mecénás. Egy 17. századi arisztokrata-életpálya a politika és a művészet határvidékén; szerk. Ács Pál; Reciti, Bp., 2015
- Reformations in Hungary in the Age of the Ottoman Conquest, Göttingen, Vanderhoeck & Ruprecht, 2019
- Hősök és hősénekek – A magyar hősköltészet Zrínyi előtt, HUN-REN Bölcsészettudományi Kutatóközpont, 2024